# 卡尔蒙 (上加龙省)
卡尔蒙（法語：Calmont，法語發音：[kalmɔ̃]）是法国上加龙省的一个市镇，属于图卢兹区。

## 地理
卡尔蒙（43°17'12"N, 1°38'3"E）面积40.27 平方千米，位于法国奧克西塔尼大區上加龙省，该省份为法国西南部内陆省份，西南端与西班牙接壤，自此顺时针与上比利牛斯省、热尔省、塔恩-加龙省、塔恩省、奥德省和阿列日省接壤。
与卡尔蒙接壤的市镇（或旧市镇、城区）包括：马泽尔、萨韦尔丹、艾涅、桑特加贝勒、日贝勒、蒙雅尔。

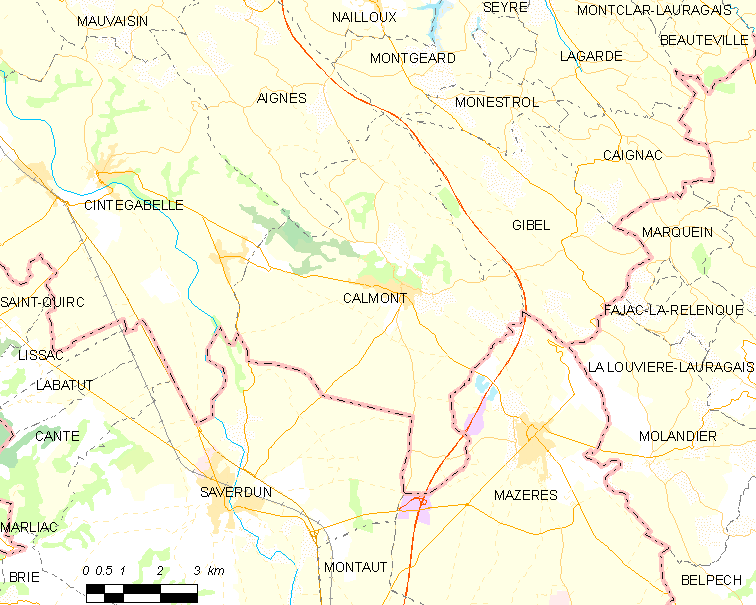
的OSM定位图

卡尔蒙的时区为UTC+01:00、UTC+02:00（夏令时）。

## 行政
卡尔蒙的邮政编码为31560，INSEE市镇编码为31100。

## 政治
卡尔蒙所属的省级选区为埃斯卡尔康斯县。

## 人口

1962-2008年间人口变化图示

卡尔蒙于2022年1月1日时的人口数量为2442人。